# Partizanskaja
Partizanskaja (ros. Партизанская – Partyzancka) – stacja moskiewskiego metra linii Arbacko-Pokrowskiej (kod 050). Do 1963 roku nazywała się Izmajłowskaja (Измайловская), a do 2005 Park Izmajłowski (Измайловский парк). Powstała w trzecim etapie budowy metra (podczas II wojny światowej) jako stacja końcowa odcinka Kurskaja - Partizanskaja. Wyjścia prowadzą na ulice Izmajłowskoje Szosse, Narodnij Prospect i do parku Izmajłowskiego.

## Konstrukcja i wystrój
Jednopoziomowa, płytka stacja kolumnowa. Posiada nietypową konstrukcję - trzy tory i dwa perony wyspowe, każdy z jednym rzędem kolumn. Projekt ten powiązany był z przedwojennymi planami budowy wielkiego stadionu, które wojna przekreśliła. Obecnie tylko dwa tory są regularnie używane. Kolumny i górną część ścian nad torami pokryto białym marmurem, a dolną część brązowymi płytkami ceramicznymi. Ściany przyozdobiono płaskorzeźbami. Koło dwóch kolumn przy wyjściu stoją posągi dwójki partyzantów: Zoi Kosmodiemianskiej i Matwieja Kuźmina (najstarszego Bohatera Związku Radzieckiego). W westybulu znajduje się rzeźba przedstawiająca grupę partyzantów.

## Galeria

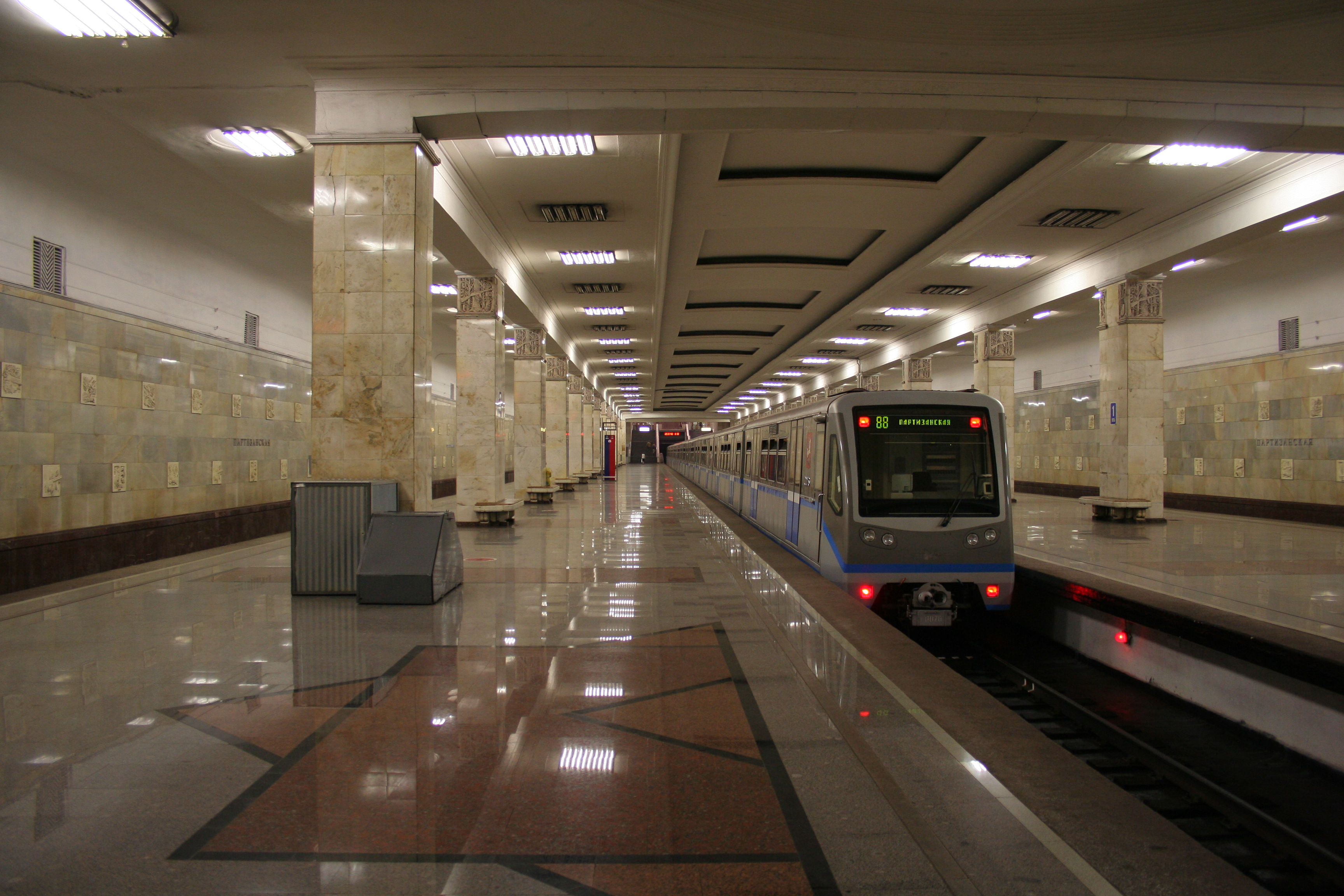
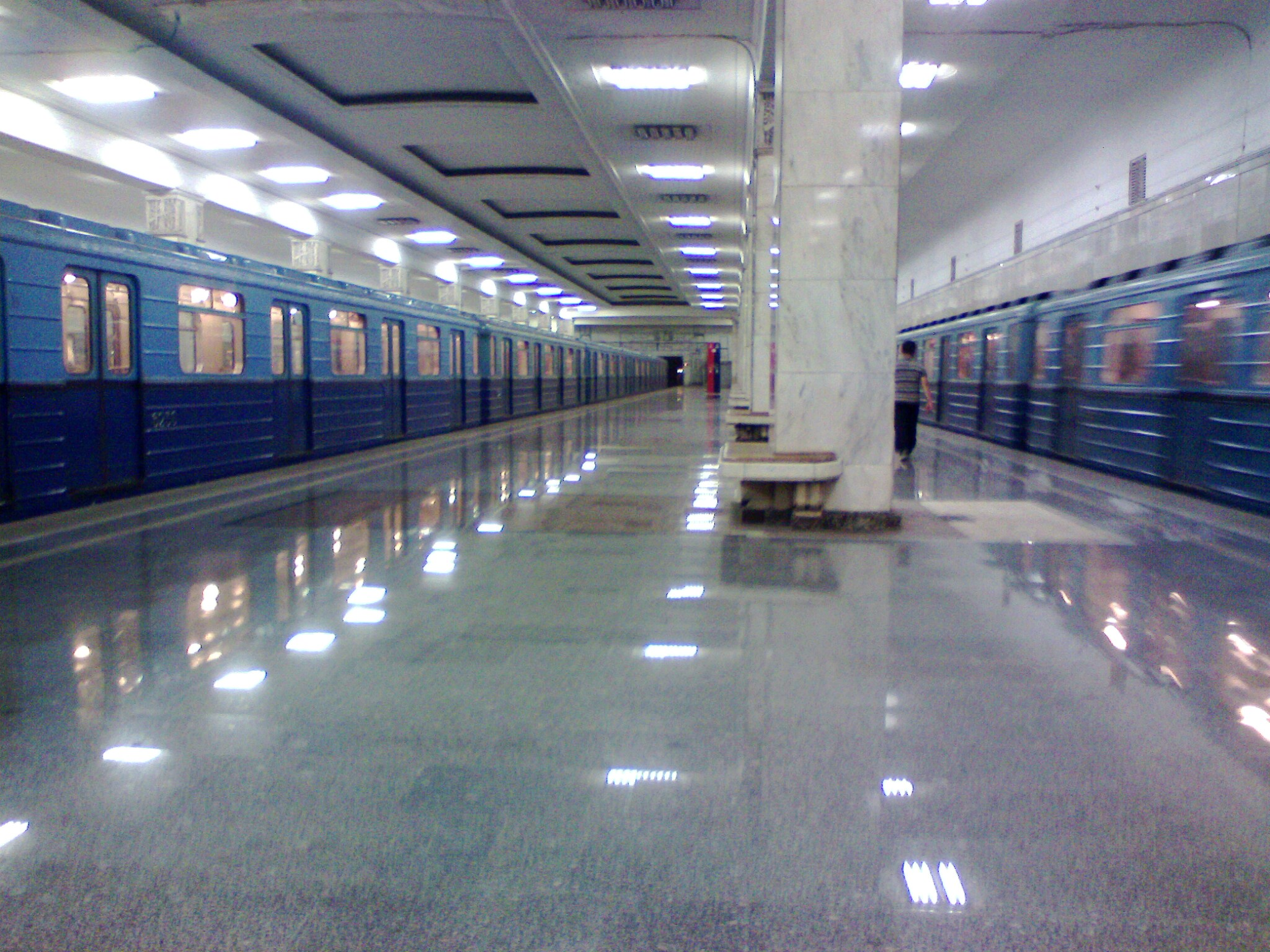
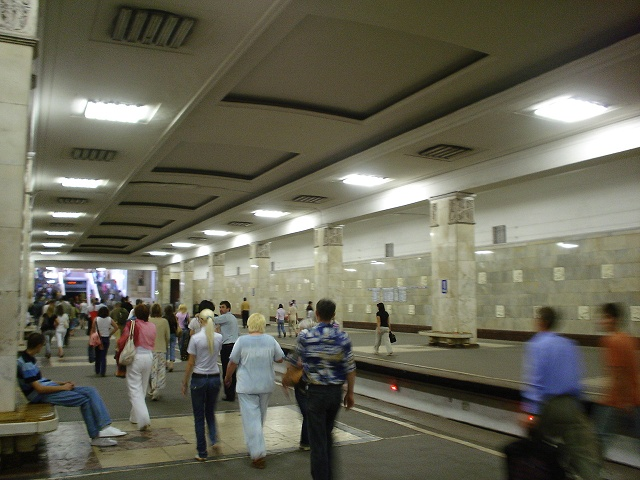
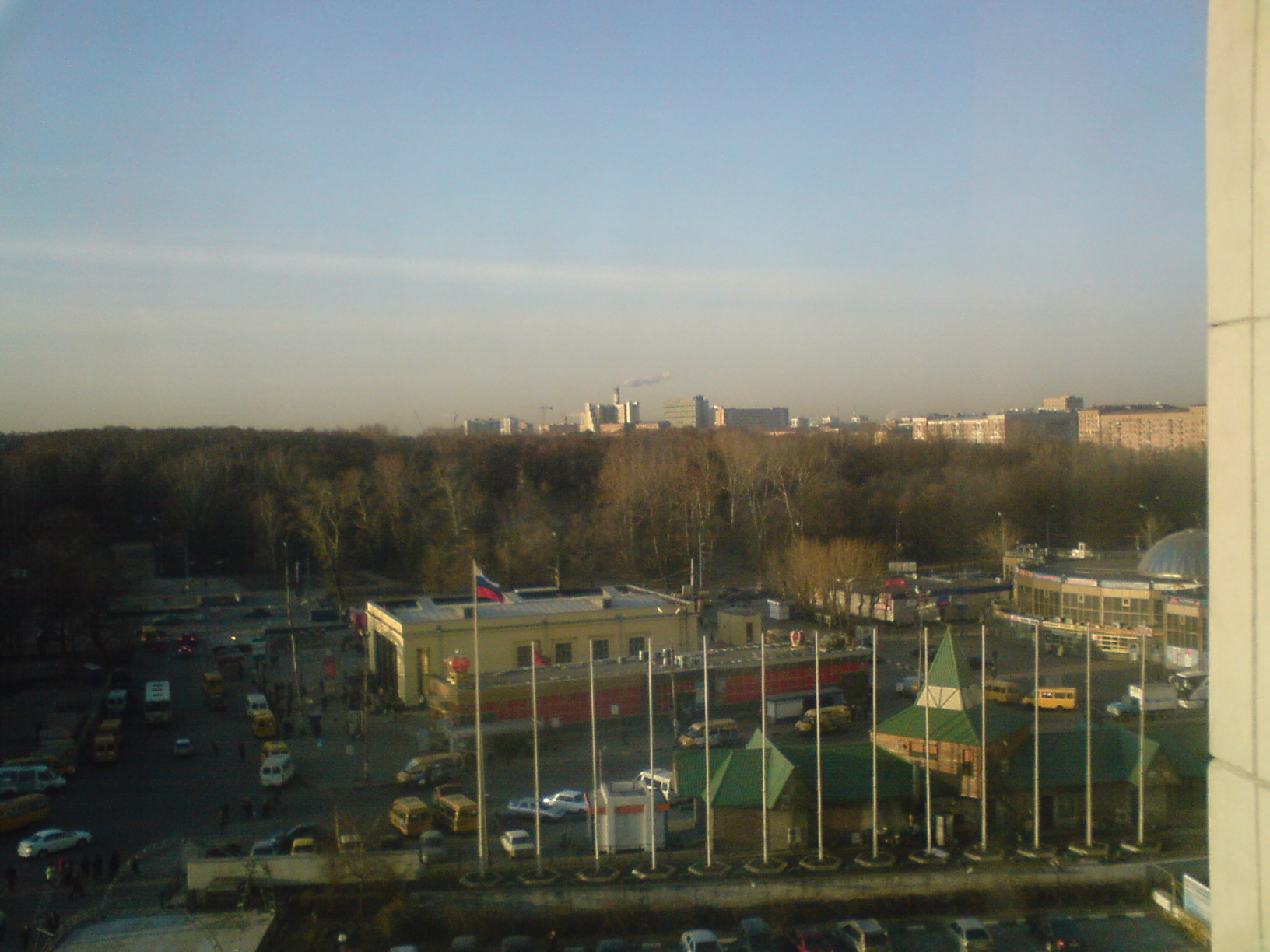